# 1952 في التلفزيون البريطاني
هذه قائمة بالأحداث المتعلقة التي حدثت بالتلفزيون البريطاني منذ عام 1952.

## الأحداث

### يناير
- 16 يناير - الغروب، هاري كوربيت الصورة القفازات دمية دب، يظهر الأولى على خدمة تلفزيون هيئة الاذاعة البريطانية.[1]

### فبراير
- 1 فبراير - عرض أول شاحنة صغيرة للكشف عن التلفاز. إنه مصمم لتعقب مستخدمي أجهزة التلفزيون غير المرخصة.[2]
- 15 فبراير - تم بث جنازة الملك جورج السادس على التلفزيون في المملكة المتحدة.

### مارس
- 14 مارس - تم إطلاق خدمة تلفزيون بي بي سي في اسكتلندا.

### أبريل
- لا أحداث.

### مايو
- لا أحداث.

### يونيو
- لا أحداث.

### يوليو
- 20 يوليو - السهم إلى القلب، أول تعاون بين المخرج رودولف كارتييه وكاتب السيناريو نايجل كنيلي، يتم بثه على خدمة تلفزيون بي بي سي.

### أغسطس - نوفمبر
- لا أحداث.

### ديسمبر
- 15 ديسمبر - بيل وبن، الرجال هم وعاء زهرة يعرض لأول مرة في خدمة تلفزيون بي بي سي.

## لأول مرة
- 19 فبراير - بيلي بونتر من مدرسة الرهبان الرمادي (1952–1962)
- آذار (مارس) - ذا أبلياردز (1952-1957)
- 30 يوليو - زوجتي جاكلين (1952)
- 18 كانون الأول (ديسمبر) - رجال أصيص الزهور (1952-1958 ، 2001-2002)
- مجهول -
  - شاهد مع الأم (1952–1973)
  - كل ما يخصك (1952-1961)

## البرامج التلفزيونية المستمرة

### عشرينيات القرن الماضي
- بي بي سي ويمبلدون (1927-1939، 1946-2019، 2021-2024)

### الثلاثينيات
- سباق القوارب (1938-1939، 1946-2019)
- بي بي سي للكريكيت (1939، 1946-1999، 2020-2024)

### الأربعينيات
- كاليدوسكوب (1946-1953)
- مافن ذا بغل (1946-1955، 2005-2006)
- كافيه كونتيننتال (1947–1953)
- نشرة إخبارية تلفزيونية (1948-1954)
- تعال للرقص (1949-1998)
- كيف تنظرون؟ (1949–1953)

### الخمسينيات
- آندي باندي (1950–1970، 2002-2005)

## إنتهت في عام 1952
- صفحة الصورة (1936-1939، 1946-1952).

## المواليد
- 29 يناير - تيم هيلي، ممثل
- 2 مارس - جون التمان، ممثل
- 31 مارس - ديرموت مورغان، ممثل (توفي عام 1998)
- 4 أبريل - شيري لونجي، ممثلة
- 9 مايو - باتريك ريكارت، ممثل
- 22 يونيو - أليستر ستيوارت، صحفي ومذيع في آي تي إن
- 11 يوليو - جون كيتلي، رجل طقس
- 22 سبتمبر - جاري هولتون، ممثل وموسيقي (توفي عام 1985)
- 27 سبتمبر - روب بونيه، مقدم البرامج الرياضية والصحفي في بي بي سي
- 30 سبتمبر - جاك وايلد، ممثل (توفي عام 2006)
- 9 أكتوبر - شارون أوزبورن، مدير الموسيقى والمروج والشخصية التلفزيونية والمقدمة
- 3 ديسمبر - ميل سميث، ممثل ومخرج كوميدي (توفي عام 2013)
- 10 ديسمبر - كلايف أندرسون، كاتب كوميدي وشخصية إذاعية وتلفزيونية
- 20 ديسمبر - جيني أغوتر، ممثلة